# Sargocentron inaequalis
Sargocentron inaequalis is een straalvinnige vissensoort uit de familie van eekhoorn- en soldatenvissen (Holocentridae). De wetenschappelijke naam van de soort is voor het eerst geldig gepubliceerd in 1985 door Randall & Heemstra.